# 大邱級フリゲート
大邱級フリゲート（テグきゅうフリゲート、英: Daegu-class frigate）は大韓民国海軍のフリゲートの艦級。仁川級の改良艦型であり、沿岸防衛の中核戦力となる新型フリゲート（FFX）計画のバッチ2型として9隻の建造が予定されている。建造費は3,200億ウォン。

## 設計
1998年11月、韓国海軍は次期護衛艦事業（Frigate eXperimental, FFX）計画を発足させて、まず第1バッチとして2,300トン級フリゲート（仁川級）6隻が2012年から2016年にかけて順次に就役した。これに続く第2バッチとして建造されたのが本級である。
本級では仁川級より全長を約8メートル延長し、排水量は2,800トンとなった。ステルス性への配慮が強化されているが、乾舷が低い主船体は踏襲されている。推進機関については、韓国初の国産大型水上戦闘艦である蔚山級フリゲート以降、MTU 956ディーゼルエンジンとゼネラル・エレクトリック LM2500ガスタービンエンジンによるCODOG方式を連綿と踏襲してきたのに対し、本級では初めて電気推進を導入したハイブリッド式システム（CODLOG）を採用した。
国産の個艦防空ミサイル（K-SAAM）およびK-ASROC対潜ミサイルのためのVLSが装備されるなど、戦闘能力も強化されている。またVLSには国産の巡航ミサイルの搭載も見込まれている。

## 同型艦

### 一覧表
艦名は、大韓民国の地方行政区画から採られている。
| #       | 艦名                                | 建造            | 進水            | 就役            |
| ------- | ----------------------------------- | --------------- | --------------- | --------------- |
| FFG-818 | 大邱（テグ） ROKS Daegu             | 大宇造船海洋    | 2016年 6月2日   | 2018年 3月6日   |
| FFG-819 | 慶南（キョンナム） ROKS Gyeongnam   | 大宇造船海洋    | 2019年 6月21日  | 2021年 1月4日   |
| FFG-821 | ソウル ROKS Seoul                   | 現代重工業 蔚山 | 2019年 11月11日 | 2021年 7月      |
| FFG-822 | 東海（トンヘ） ROKS Donghae         | 現代重工業 蔚山 | 2020年 4月29日  | 2021年 11月10日 |
| FFG-823 | 大田（テジョン） ROKS Daejeon       | 大宇造船海洋    | 2021年 5月3日   | 2023年 2月27日  |
| FFG-825 | 浦項（ポハン） ROKS Pohang          | 大宇造船海洋    | 2021年 9月8日   | 2023年          |
| FFG-826 | 天安（チョナン） ROKS Cheonan       | 現代重工業 蔚山 | 2021年 11月9日  | 2023年 5月19日  |
| FFG-827 | 春川（チュンチョン） ROKS Chuncheon | 現代重工業 蔚山 | 2022年 3月22日  | 2023年 10月26日 |

### 運用史
ネームシップの大邱は2019年1月から4月末時点まで推進器の故障によりドックに係留中である。スクリューが海底や海中物体に接触して破損した運用上の故障であったのか、設計や建造の問題を原因とする故障であったのか確認中である。
2021年9月。同級の複数の艦で推進軸とベアリングが干渉、破損しオイル漏れを起こす欠陥があることが公表される。破損した部品を新しいものと入れ替えても最大速度を出せない状態であり、設計上の問題である可能性が指摘されている。同年12月には一番艦の大邱で再び推進系統の振動現象が発生、母港に帰還する出来事があった。